# Thunderdome III - The Nightmare Is Back!
Albums
Thunderdome II - Back From Hell! (Judgement Day)
(1993) Thunderdome IV - The Devil's Last Wish
(1993)
Thunderdome III - The Nightmare Is Back! est la troisième compilation de la série des albums Thunderdome, sortie en 1993.

## Présentation
La compilation sort en octobre 1993, troisième opus de la série de compilations à être commercialisé cette année-là. Elle succède ainsi à Thunderdome II - Back From Hell! (Judgement Day) et précède Thunderdome IV - The Devil's Last Wish, compilation qui sort elle aussi avant fin 1993.
Elle comporte trente-six pistes. Le premier CD débute par Nonshlen Tustokken (Ode To Vortex) de Riot Squad et la compilation s'achève avec Mass Hysteria par The Men From Del Bosca.

## Pistes
| 1.  | Nonshlen Tustokken (Ode To Vortex)             | Riot Squad               |  |
| 2.  | Speedy Gonzales                                | Scarface                 |  |
| 3.  | At War                                         | Leathernecks             |  |
| 4.  | The Passion (Mokum Mix)                        | Technohead               |  |
| 5.  | La Onda (La Onda De Einstein Mix)              | Kuadra                   |  |
| 6.  | Viva La Revolution                             | Bardot                   |  |
| 7.  | World's Famous M.F. (Live At Hellraiser A'dam) | Program 1                |  |
| 8.  | House Of Spoo (Remix)                          | Cellblock X              |  |
| 9.  | Thousand                                       | Moby                     |  |
| 10. | Mind Destroyer                                 | Mind Candy               |  |
| 11. | Mr Dabolina                                    | Frankfurt Terror Corp    |  |
| 12. | White Sports (Fine Line Mix)                   | H.I.M.                   |  |
| 13. | Take Control                                   | S-Ence                   |  |
| 14. | Mutha F*cka House (Original Mix)               | La Casa                  |  |
| 15. | Hardcore Divine                                | Apocalyptic Herous       |  |
| 16. | Blok Mig Ud                                    | Color Climax Corporation |  |
| 17. | Tumult                                         | Tumor                    |  |
| 18. | External                                       | Senseless (Zekt)         |  |

| 1.  | El Gallinero (Axis Remix)                 | Ramirez                |  |
| 2.  | Fuckin Hostile (Remixed By Disintegrator) | Fuckin Hostile         |  |
| 3.  | Festa Italiani                            | Fiamma                 |  |
| 4.  | Soushkin                                  | Dream Your Dream       |  |
| 5.  | Up                                        | Ilsa Gold 1            |  |
| 6.  | B.O.T.T.R.O.P. (Gizmo! Remix)             | DJ Hooligan            |  |
| 7.  | Step The Fuck Back                        | Omar Santana           |  |
| 8.  | Why                                       | Ace Cosmic             |  |
| 9.  | Antibiotic Prod                           | Mainframe              |  |
| 10. | Bonzai Channel One                        | Thunderball            |  |
| 11. | King Of FFM (Godfather Mix)               | Nasty Django           |  |
| 12. | Logan-3 (Retrogramme Complete)            | Retro-Grams            |  |
| 13. | Here's Johnny (Hardcore)                  | Hocus Pocus            |  |
| 14. | Chemical Warfare                          | Force Mass Motion      |  |
| 15. | Hydrochloric                              | VCF                    |  |
| 16. | The Box                                   | High Energy            |  |
| 17. | Error (Bosca Gabb'ard Remix)              | Next Fashion           |  |
| 18. | Mass Hysteria (Cuckoo Mix)                | The Men From Del Bosca |  |

## Accueil
| Classement                           | Meilleure position | Semaines passées dans le classement | Date d'entrée   | Date de sortie   |
| ------------------------------------ | ------------------ | ----------------------------------- | --------------- | ---------------- |
| Pays-Bas (Mega Verzamelalbum Top 30) | 3                  | 12                                  | 30 octobre 1993 | 29 janvier 1994  |
| Suisse (Schweizer Hitparade)         | 4                  | 3                                   | 5 décembre 1993 | 26 décembre 1993 |

Comme les deux compilations précédentes, The Nightmare Is Back! entre au top 30 des compilations du hit-parade néerlandais. Fait nouveau, la compilation s'exporte bien, et se classe à la quatrième place dans les top 25 des compilations du hit-parade suisse.
Chez les fans, l'album a été très bien accueilli par le site Gabber.no.sapo.pt avec une note de quatre étoiles sur cinq, expliquant également que « cet album est probablement le meilleur de la série Thunderdome. » Il note également que l'album est assez rare.